# Список аэропортов Гонконга
Список аэропортов, аэродромов и вертодромов Гонконга. В настоящее время Международный аэропорт Гонконга является одним из крупнейших пассажирских и грузовых авиационных хабов в Азиатско-Тихоокеанском регионе. В Гонконге имеется несколько аэродромов и вертодромов гражданского и военного назначения. В городе также существует большое количество вертолётных площадок, около 170 вертолётных площадок. Гонконг превратился в крупный международный транспортный хаб вскоре после своего присоединения к Британской империи в 1841 году.
ICAO-коды для Гонконга начинаются с VH××. Гражданские аэропорты в основном входят в юрисдикцию Департамента гражданской авиации Гонконга, военные — в юрисдикцию китайских ВВС. Код ИКАО для гонконгского района полётной информации (РПИ) (Hong Kong FIR) — VHHK.

## Карта
- Международные аэропорты
- Совместное использование гражданского аэропорта и военной базы
- Вертодромы
- Военные авиабазы